# Hemictenius merkli
Hemictenius merkli är en skalbaggsart som beskrevs av Gusakov 2004. Hemictenius merkli ingår i släktet Hemictenius och familjen Melolonthidae. Inga underarter finns listade i Catalogue of Life.